# Jacob Anton Tours
Jacob Anton Tours (Rotterdam, 26 juli 1843 - Zeist, 20 mei 1918) was een Nederlandse predikant. Hij was de eerste directeur van "Ons Huis" en medestichter van het eerste buurthuis op het Europese vasteland in de Rozenstraat te Amsterdam.

## Leven en werk
Tours werd in 1843 in Rotterdam geboren als zoon van de Rotterdamse muziekmeester en organist Bartholomeus Tours (1797-1864) en Jeanne Hermine van Heel (1804-1887), zij was lid van de familie Van Heel. Broer Berthold Tours werd musicus te Londen. 
Tours studeerde theologie aan de Universiteit Leiden. Van 1868 tot 1874 was hij predikant te Santpoort, daarna was hij tot 1876 predikant te Bergen op Zoom. Van 1876 tot 1883 was hij predikant te Deventer. Hij twijfelde zowel aan zijn roeping als aan zijn geloof. Per 1 januari 1883 legde hij zijn ambt als predikant neer en verliet de Nederlands Hervormde Kerk.
Hij verhuisde met zijn gezin naar Amsterdam en ging daar letterkunde studeren. Die keuze bleek minder gelukkig te zijn. Hij vond werk in de charitatieve sfeer. Eerst werd hij administrateur van "Liefdadigheid naar Vermogen" en vervolgens werd hij aangesteld als inspecteur van de Amsterdamse bewaarscholen.
Hij kwam in contact met de sociaal bewogen Hélène Mercier en de kringen rond haar. Zo raakte hij betrokken bij de plannen om in Amsterdam, in navolging van de Engelse Toynbee Hall, een buurthuis te stichten. Tours en Mercier wisten de filantroop Peter Wilhelm Janssen voor hun plannen te interesseren. Eerder had Tours al geld weten los te krijgen voor een nieuwe bewaarschool in Amsterdam. Hoewel ook Janssen aanvankelijk een bewaarschool wilde financieren ging hij akkoord met de plannen van Mercier en Tours voor de bouw van een Volkshuis in de Jordaan.
In 1891 maakte de architect Posthumus Meyjes het ontwerp voor het nieuwe gebouw. Op 10 mei 1892 werd het gebouw geopend. Tours werd benoemd als de eerste directeur. Hij zou gedurende vijftien jaar het directeurschap vervullen. 
In 1907 vertrok hij naar Rotterdam om daar, in navolging van Ons Huis in Amsterdam, een soortgelijke voorziening op te richten. Niet alleen in Rotterdam maar in diverse andere plaatsen in Nederland verrezen na 1892 Volkshuizen, onder andere in Leiden, Middelburg, Den Haag en Schiedam.
Tours trouwde op 22 september 1870 in Velsen met Emilie Hepner. Na het overlijden van zijn eerste vrouw hertrouwde hij op 19 juli 1894 te Weesp met Anna Georgina Hebbenaar (1862-1941). Hij overleed in mei 1918 op 74-jarige leeftijd in Zeist. Hebbenaar werd nog enigszins bekend; zij schreef over de zeventigjarige Jeltje de Bosch Kemper een levensschets getiteld Jonkvrouwe De Bosch Kepmer in Mannen en vrouwen.  
- Gemeinsame Normdatei: 140257659
- International Standard Name Identifier: 0000 0000 7672 5965
- Nederlandse Thesaurus van Auteursnamen: 267991991
- Virtual International Authority File: 103794121
- WorldCat: E39PBJvXdrwv4RrCmBmJ4BFqcP